# Rio do Sangue (vattendrag i Brasilien, lat -10,95, long -58,34)
Rio do Sangue är ett vattendrag i Brasilien.   Det ligger i delstaten Mato Grosso, i den centrala delen av landet, 1 200 km väster om huvudstaden Brasília.
I omgivningarna runt Rio do Sangue växer i huvudsak städsegrön lövskog. Trakten runt Rio do Sangue är nära nog obefolkad, med mindre än två invånare per kvadratkilometer.